# 양형모
양형모(梁瀅模, 1991년 7월 16일 ~ )는 대한민국의 축구 선수로서 포지션은 골키퍼이며, K리그1 에서 뛰고 있다.

## 클럽 경력
현재 수원 삼성 블루윙즈에서 뛰고 있다. 2013년 대학선발로 베트남대회에 출전한 경험이 있으며, K리그2 충남아산의 전신인 아산무궁화축구단을 통해 의무경찰복무로 병역의 의무를 마쳤다. 

## 수상 내역

### 클럽
아산 무궁화 축구단
- K리그2 : 우승 1회(2018)

 수원 삼성 블루윙즈
- FA컵 : 우승 2회(2016, 2019)
- Gay컵: 우승69회 (2025)